# Lip Service
Lip Service (Más que amigas en España) es una serie dramática estrenada el 12 de octubre de 2010 por medio de la cadena BBC Three.

## Historia
La serie cuenta la historia de un grupo de amigas lesbianas de veintitantos años que viven en Glasgow (Escocia), y sigue sus amores, esperanzas, amigos, sexo y su búsqueda del verdadero amor.

## Reparto[2]
- Fiona Button es Tess Roberts

Tess es amiga de Cat y su compañera de piso. Es aspirante a actriz e imán para las relaciones caóticas.
- James Anthony Pearson es Ed MacKenzie

Ed es el hermano de Cat y se encuentra secretamente enamorado de Tess.
- Heather Peace es Sam Murray

Sam es la novia de Cat, es detective sargento de la policía y el regreso de Frankie tensa su relación con Cat.
- Natasha O'Keeffe es Sadie Anderson

Sadie es una agente inmobiliaria que conoce a Frankie de una manera poco ortodoxa, ella se enamora de Frankie pero Frankie no siente lo mismo.
- Anna Skellern es Lexy Price

Lexy trabaja como doctora.
- Adam Sinclair es Declan Love

Declan trabaja como doctor.

### Antiguos Personajes
- Laura Fraser es Cat MacKenzie

Cat es la exnovia de Frankie que después de su marcha rehace su vida con la policía Sam Murray. Trabaja junto a Jay en un estudio de arquitectura.
- Ruta Gedmintas es Frankie Alan

Después de 2 años en Nueva York vuelve a Glasgow para el entierro de su tía, quien quería confesarle algo sobre su infancia, y será Frankie con ayuda de Cat la que tendrá que descubrir un secreto de su pasado. Trabajará con Cat como fotógrafa en el estudio de arquitectura.
- Roxanne McKee es Lou Foster[3]

- Emun Elliott es Jay Bryan Adams

Jay es amigo de Frankie, que le presta ayuda a su regreso a Glasgow. Trabaja con Cat.
- Cush Jumbo es Becky Love

## Producción
El rodaje de la segunda temporada comenzó el 30 de mayo de 2011 y la BBC Three la estrenó el 20 de abril de 2012. No fue renovada para una tercera temporada y ha sido oficialmente cancelada.